# Kranebitter Straße
De Kranebitter Straße (L306) is een 370 meter lange Landesstraße (lokale weg) in het district Innsbruck Land in de Oostenrijkse deelstaat Tirol. De weg is een zijweg van de Völser Straße (L11) en verbindt Völs (682 m.ü.A.) met de Inntal Autobahn (A12). De weg is vernoemd naar het Innsbrucker stadsdeel Kranebitten (601 m.ü.A.), dat even verder naar het noorden, op de noordelijke oever van de rivier de Inn gelegen is. Het beheer van de straat valt onder de Straßenmeisterei Zirl.